# Pilzno 5
Pilzno 5 (czeski: Plzeň 5) – dzielnica miejska w zachodniej części miasta statutowego Pilzna. Obejmuje swym zasięgiem historyczną gminę Křimice. Przez dzielnicę przepływa rzeka Mže.